# Samuel Armenteros
Kristian Samuel Armenteros Nunez Jansson, född 27 maj 1990 i Masthuggs församling i Göteborg, är en svensk fotbollsspelare som spelar för Heracles.

## Privatliv
Armenteros har en kubansk pappa och en svensk mamma.

## Klubbkarriär

### Heerenveen
Armenteros flyttade från Husqvarna till Holland som 16-åring och gick med i SC Heerenveens ungdomsakademi. I sin B-lagsdebut mot Ajax gjorde han två mål och två assist efter att ha hoppat in med 20 minuter kvar av matchen, som Heerenveen vände och vann med 4-3. Han vann dessutom skytteligan i B-lagsserien med 18 mål. Efter fyra månader i klubben kom han med i Heerenveens A-lag under tränaren Verbeek. Han var den yngste spelaren i A-laget och var med på bänken flera gånger, men fick aldrig chans att spela.

### Heracles
Efter två och ett halvt år i Heerenveen värvades Armenteros den 13 augusti 2009 av Heracles där han återförenades med Heracles dåvarande tränare Verbeek. I Heracles tog han en ordinarie plats i startelvan som targetforward. Den 19 maj 2011 blev han tvåmålsskytt i lagets 3-2-seger mot Groningen.
I maj 2011 berättade Armenteros i en intervju om sin dröm om att få spela i Barcelona och om sitt hat mot Real Madrid.

### Anderlecht
Den 14 januari 2013 meddelade Armenteros till sina följare på det sociala nätverket Instagram att han har skrivit på ett treårskontrakt med fotbollsklubben Anderlecht i Belgien.

### Fujairah
Den 5 oktober 2020 värvades Armenteros av Fujairah i Förenade Arabemiraten.

## Landslagskarriär
I juni 2011 var det tänkt att Armenteros skulle göra debut för det svenska U21-landslaget, men på grund av en knäskada fick han lämna återbud. Dardan Rexhepi blev inkallad som ersättare.
Den 13 juni 2017 debuterade Armenteros för svenska A-landslaget i en träningslandskamp mot Norge. Matchen slutade 1-1. Armenteros gjorde Sveriges kvitteringsmål i slutet av andra halvlek.